# 351
351（三百五十一、三五一、さんびゃくごじゅういち）は自然数、また整数において、350の次で352の前の数である。

## 性質
- 351は合成数であり、約数は 1, 3, 9, 13, 27, 39, 117, 351 である。
  - 約数の和は560。
- 1/351 = 0.002849… (下線部は循環節で長さは6)
  - 逆数が循環小数になる数で循環節が6になる52番目の数である。1つ前は350、次は364。
- 351 = 1 + 2 + 3 + 4 + 5 + 6 + 7 + 8 + 9 + 10 + … + 25 + 26
  - 26番目の三角数である。1つ前は325、次は378。
    - 三角数がハーシャッド数になる14番目の数である。1つ前は300、次は378。
    - 351 = 120 + 231
      - 2つの異なる三角数の和で表せる11番目の三角数である。1つ前は276、次は378。(オンライン整数列大辞典の数列 A112352)
- 96番目のハーシャッド数である。1つ前は342、次は360。
  - 9を基としたとき33番目のハーシャッド数である。1つ前は342、次は360。
- 351 = 23 + 73
  - 2つの正の数の立方数の和で表せる22番目の数である。1つ前は344、次は370。(オンライン整数列大辞典の数列 A003325)
  - 2つの正の数の立方数の和で表せる3番目の三角数である。1つ前は91、次は2926。(オンライン整数列大辞典の数列 A113958)
  - 異なる2つの正の数の立方数の和で表せる17番目の数である。1つ前は344、次は370。(オンライン整数列大辞典の数列 A024670)
  - n = 3 のときの 2n + 7n の値とみたとき1つ前は53、次は2417。(オンライン整数列大辞典の数列 A074602)
- 異なる4つの平方数の和10通りで表せる最小の数である。次は375。(オンライン整数列大辞典の数列 A025385)
  - 異なる4つの平方数の和 n 通りで表せる最小の数である。1つ前の9通りは286、次の11通りは294。(オンライン整数列大辞典の数列 A025417)
- 351 = 13 × 33
  - n = 3 のときの 13 × 3n の値とみたとき1つ前は117、次は1053。(オンライン整数列大辞典の数列 A258597)
  - p3 × q の形で表せる19番目の数である。1つ前は344、次は375。(オンライン整数列大辞典の数列 A065036)
- 351 = 73 + 7 + 1
  - n = 7 のときの n3 + n + 1 の値とみたとき1つ前は223、次は521。(オンライン整数列大辞典の数列 A071568)
- 351 = 192 − (3 + 6 + 1)
  - n = 19 のときの n2 とその各位の和との差とみたとき1つ前は315、次は396。(オンライン整数列大辞典の数列 A224977)
- 351 = 202 − 49
  - n = 20 のときの n2 − 49 の値とみたとき1つ前は312、次は392。(オンライン整数列大辞典の数列 A098848)
- 351 = 242 − 225
  - n = 24 のときの n2 − 152 の値とみたとき1つ前は304、次は400。(オンライン整数列大辞典の数列 A132772)

## その他 351 に関連すること
- 西武351系電車
- JR東日本E351系電車
- 1970年に起こった日本初のハイジャック事件は日本航空351便ハイジャック事件（よど号ハイジャック事件）。
- 西暦351年